# 伊利亞·拉扎列維奇·愛倫堡
伊利亚·拉扎列维奇·愛伦堡（俄语：Илья Лазаревич Эренбург；1887年6月8日（20日）—1920年），俄國艺术家，出版者，曾參與俄国内战。為著名作家伊利亞·格里戈里耶維奇·愛倫堡的表哥。1887年生於哈爾科夫，1920年逝于烏克蘭南部索菲伊夫卡。